# Lista de deputados estaduais de Pernambuco da 8.ª legislatura
Essa é uma lista de deputados estaduais de Pernambuco eleitos para o período 1975-1979.

## Composição das bancadas
| Partido | Líder            | Bancada | Posição  |
| ------- | ---------------- | ------- | -------- |
| ARENA   | José Muniz Ramos | 29 / 42 | Governo  |
| MDB     | Roberto Freire   | 13 / 42 | Oposição |

## Deputados estaduais
| Deputados estaduais eleitos                    | Partido | Votação | Cidade onde nasceu     | Unidade federativa |
| Abelardo Ribeiro Godoy                         | ARENA   | 13.792  | Bonito                 | Pernambuco         |
| Alcir Marreiros Teixeira                       | MDB     | 23.109  | Recife                 | Pernambuco         |
| Antônio Airton Benjamin                        | ARENA   | 15.120  | Olinda                 | Pernambuco         |
| Antônio Corrêa de Oliveira Andrade Filho       | ARENA   | 15.286  | Goiana                 | Pernambuco         |
| Argemiro Menezes                               | ARENA   | 14.920  | Serra Talhada          | Pernambuco         |
| Audomar Ferraz                                 | ARENA   | 12.773  | Floresta               | Pernambuco         |
| Carlos Moura de Moraes Veras                   | ARENA   | 17.858  | Paulista               | Pernambuco         |
| Edgard Lins Cavalcanti                         | ARENA   | 16.761  | Glória do Goitá        | Pernambuco         |
| Edgar Moury                                    | MDB     | 9.170   | Recife                 | Pernambuco         |
| Ênio Pessoa Guerra                             | ARENA   | 12.930  | Bom Jardim             | Pernambuco         |
| Felipe Coelho                                  | ARENA   | 35.508  | Ouricuri               | Pernambuco         |
| Francisco Cintra Galvão                        | ARENA   | 13.119  | Belo Jardim            | Pernambuco         |
| Gilvan Caldas de Sá Barreto                    | MDB     | 12.876  | Nazaré da Mata         | Pernambuco         |
| Honório de Queiroz Rocha                       | ARENA   | 14.061  | Ipojuca                | Pernambuco         |
| Ivo Queiroz                                    | ARENA   | 14.487  | Vitória de Santo Antão | Pernambuco         |
| João Falcão Ferraz                             | ARENA   | 17.202  | Floresta               | Pernambuco         |
| João Ferreira Lima Filho                       | MDB     | 15.367  | Aliança                | Pernambuco         |
| José Alfredo Coutinho Correia de Oliveira      | ARENA   | 12.418  | Nazaré da Mata         | Pernambuco         |
| José Antônio Liberato                          | ARENA   | 15.721  | Caruaru                | Pernambuco         |
| José de Assis Pedrosa                          | MDB     | 6.908   | Limoeiro               | Pernambuco         |
| José Emídio Fernandes                          | MDB     | 11.375  | Pesqueira              | Pernambuco         |
| José Mendonça Bezerra                          | ARENA   | 14.726  | Belo Jardim            | Pernambuco         |
| José Muniz Ramos                               | ARENA   | 15.330  | Araripina              | Pernambuco         |
| Lívio Valença                                  | MDB     | 7.897   | Capoeiras              | Pernambuco         |
| Luis Heráclio do Rêgo Sobrinho                 | ARENA   | 16.072  | Palmares               | Pernambuco         |
| Manoel Gilberto Silveira de Holanda Cavalcanti | MDB     | 6.341   | Recife                 | Pernambuco         |
| Manoel Marcos Chagas Aroucha Filho             | ARENA   | 18.124  | Surubim                | Pernambuco         |
| Marcus Antônio Soares da Cunha                 | MDB     | 31.787  | Bezerros               | Pernambuco         |
| Mário de Melo                                  | MDB     | 10.405  | Recife                 | Pernambuco         |
| Maviael Francisco de Morais Cavalcanti         | ARENA   | 21.014  | Macaparana             | Pernambuco         |
| Moacyr André Gomes                             | MDB     | 8.391   | Recife                 | Pernambuco         |
| Nivaldo Machado                                | ARENA   | 16.007  | Olinda                 | Pernambuco         |
| Oswaldo Rabêlo                                 | ARENA   | 26.488  | Goiana                 | Pernambuco         |
| Paulo Lucena de Mendonça                       | ARENA   | 12.055  | Recife                 | Pernambuco         |
| Roberto Freire                                 | MDB     | 22.483  | Recife                 | Pernambuco         |
| Roberval Lins Pinto                            | MDB     | 8.195   | Escada                 | Pernambuco         |
| Sebastião Galvão Martiniano Lins               | ARENA   | 20.894  | Gravatá                | Pernambuco         |
| Severino de Almeida Filho                      | ARENA   | 14.456  | Ouricuri               | Pernambuco         |
| Severino Cavalcanti                            | ARENA   | 13.932  | João Alfredo           | Pernambuco         |
| Vital Novaes                                   | ARENA   | 16.452  | Tupanatinga            | Pernambuco         |
| Walfredo Paulino de Siqueira                   | ARENA   | 14.278  | São José do Egito      | Pernambuco         |
| Wandenkolk Nunes de Souza Wanderley            | ARENA   | 21.576  | Arcoverde              | Pernambuco         |